# Buenavista, Coapilla
Buenavista är en ort i Mexiko.   Den ligger i kommunen Coapilla och delstaten Chiapas, i den sydöstra delen av landet, 700 km öster om huvudstaden Mexico City. Buenavista ligger 1 421 meter över havet och antalet invånare är 1 198.
Terrängen runt Buenavista är bergig österut, men västerut är den kuperad. Terrängen runt Buenavista sluttar söderut. Runt Buenavista är det ganska tätbefolkat, med 52 invånare per kvadratkilometer. Närmaste större samhälle är Rayón, 12,0 km nordost om Buenavista. I omgivningarna runt Buenavista växer huvudsakligen savannskog.